# Константин Швейбуцки
Константин Феликсович Швейбуцки (на руски: Константин Феликсович Швейбуцкий) е руски офицер, участник в Руско-турската война от 1877 – 1878 г.

## Биография
Константин Швейбуцки е роден през 1848 г. Завършва Пехотното юнкерско училище в Казан. От 1871 г. е прапоршчик на 9-ти пехотен Староингерманландски полк. По време на Руско-турската война е щабс-капитан и командир на 5-та линейна рота. Полкът му е включен в състава на Троянския отряд на генерал-лейтенант Павел Карцов. Участва в преминаването през Стара планина. На 26 декември 1877 г. (7 януари 1878 г.) при завземането на турските позиции в местността Орлово гнездо в Троянския проход е убит. Погребан е на следващия ден северно над село Текке/Текия (Христо Даново).